# Foolproof
Pour plus de détails, voir Fiche technique et Distribution.
Foolproof ou À toute épreuve au Québec est un film canadien réalisé par William Phillips, sorti en 2003.

## Synopsis
Un dangereux gangster met en place un plan afin de piéger Kevin, Sam et Rob. Une fois le piège resserré autour d'eux, il leur demande d'effectuer un casse de plusieurs millions de dollars.

## Fiche technique
- Titre original : Foolproof
- Titre québécois : À toute épreuve
- Réalisation : William Phillips
- Scénario : William Phillips
- Direction artistique : Adam Kolodziej
- Décors : Stephen Roloff
- Costumes : Linda Muir
- Photographie : Derek Rogers
- Montage : Susan Shipton
- Musique : Jim McGrath
- Casting : Deidre Bowen et Jenny Lewis
- Production : Bill House et Seaton Mclean ; Colin Brunton (coproducteur) ; Andrea Mann, Stephen Roloff et Simone Urdl (associé)
  - Production exécutive : Atom Egoyan et Peter Sussman
- Sociétés de production : Alliance Atlantis Communications et Ego Film Arts
- Sociétés de distribution : Odeon Films (Canada) ; •Lions Gate Films Home Entertainment (États-Unis)
- Pays d'origine :  Canada
- Langue originale : anglais
- Format : couleur - 35 mm - 1,85:1 - son Dolby stéréo
- Genre : action et thriller
- Durée : 94 minutes
- Dates de sortie :
  -  Canada : 3 octobre 2003
  -  États-Unis : 24 février 2004 (sorti directement en DVD)
  -  France : date inconnue

Source : IMDb

## Distribution
- Ryan Reynolds (VQ : François Godin) : Kevin
- Kristin Booth (VQ : Camille Cyr-Desmarais) : Sam
- Joris Jarsky (VQ : Antoine Durand) : Rob
- James Allodi (VQ : Carl Béchard) : le détective Mason
- David Suchet (VQ : Pierre Chagnon) : Leo Gillette
- Sean Sullivan : Stan
- Tara Slone : Maggie
- Duff MacDonald : Harlon
- David Hewlett : Lawrence Yeager
- Laura Catalano : Sandi
- Philip Craig : Albert
- Wai Choy : Harry

Source et légende : version québécoise (VQ) sur Doublage.QC.CA